# Carlos Hernández Castillo
Carlos René Hernández Castillo (Sonsonate, 12 de septiembre de 1991) es un político, funcionario y abogado salvadoreño, actual diputado Presidente del Parlamento Centroamericano (Parlacen) en representación de El Salvador. En mayo de 2022 fue nombrado representante de este organismo ante la Asamblea Parlamentaria Europea-Latinoamericana, y actualmente preside la Comisión de Relaciones Exteriores y Migración y el Grupo Parlamentario Integración Centro Democrático en el Parlacen.

## Carrera
Hernández nació en el municipio de Sonsonate el 12 de septiembre de 1991. Entre 2012 y 2014 desempeñó diversos cargos en la Corte Suprema de Justicia de El Salvador, y en 2017 se vinculó como Miembro Propietario y Secretario de Actuaciones en la Comisión del Servicio Civil, cargo que desempeñó hasta 2019.
Ese mismo año fue nombrado Gerente Legal de la Dirección General de Migración y Extranjería. Vinculado al partido político Nuevas Ideas, en noviembre de 2020 ratificó formalmente su candidatura a la diputación del Parlamento Centroamericano (Parlacen). Al conseguir la votación necesaria para hacer parte de los veinte diputados en representación de El Salvador en dicho organismo, el 15 de marzo de 2021 recibió en acto oficial las respectivas credenciales por parte de los Magistrados del Tribunal Supremo Electoral.
El 28 de octubre de 2021 fue juramentado como Diputado del Parlacen a través de una ceremonia virtual. En este organismo gubernamental, actualmente se desempeña como presidente de la Comisión de Relaciones Exteriores y Migración y del Grupo Parlamentario Integración Centro Democrático.
En mayo de 2022 fue delegado como representante del Parlacen ante la Asamblea Parlamentaria Europea-Latinoamericana (Eurolat), con el fin de tratar temas como «la violencia organizada, la seguridad, el narcotráfico y el terrorismo».